# Jorge Guillermo de Brandeburgo-Bayreuth
Jorge Guillermo de Brandeburgo-Bayreuth (en alemán: Georg Wilhelm von Brandenburg-Bayreuth; Bayreuth, 16 de noviembre de 1678-Bayreuth, 18 de diciembre de 1726) fue miembro de la Casa de Hohenzollern y margrave de Brandeburgo-Bayreuth.

## Familia
Fue el primer hijo del margrave Cristián Ernesto de Brandeburgo-Bayreuth y de su segunda esposa, Sofía Luisa de Wurtemberg, la quinta de seis hijos. Dos hermanas murieron en la infancia antes de su propio nacimiento, y su único hermano, nacido en 1679, vivió solo cinco meses. De sus dos hermanas sobrevivientes, la mayor, Cristina Eberardina, se convirtió en la esposa del rey Augusto III de Polonia, y la más joven, Leonor Magdalena, se casó con un pariente lejano, el conde Hermann Federico de Hohenzollern-Hechingen.

## Biografía
Jorge Guillermo sucedió a su padre como margrave de Brandeburgo-Bayreuth cuando murió el 20 de mayo de 1712. Siguió una carrera militar debido a la falta de aptitud académica y participó con éxito en el lado imperial en numerosas batallas. En este sentido, fue golpeado seriamente por una bola de mosquete cerca de Landau, una herida que nunca se curó por completo. En su juventud, antes de acceder al matrimonio, creó el suburbio San Jorge y el Lago (en alemán: St. Georgen am See). Estaba destinado a ser una ciudad autónoma (hoy en el distrito de Bayreuth ) construida en estilo barroco con un castillo en el lago. En el estanque de Brandeburgo creado artificialmente (en alemán: Brandenburger Weiher), alimentado por el afluente Steinach, instaló un salto de esquí y organizó batallas navales con barcos reales. El 17 de noviembre de 1705, creó la Orden del Águila Roja (en alemán: Roter Adlerorden), entonces conocida como la Ordre de la Sincérité, y celebró el aniversario de su fundación cada año con espléndidas festividades. La Orden del Águila Roja también poseía su propia iglesia, la Iglesia de Sofía (Sophienkirche). Los escudos de armas de la Orden del siglo XVIII se exhiben allí hasta el día de hoy.
El margrave fue un cazador entusiasta que construyó el Pabellón de Caza del Emperador (en alemán: Kaiserhammer) y el Thiergarten. Además, es considerado el constructor del Museo del Hermitage y el Palacio Neustädtlein. Como margrave, expandió sustancialmente las fuerzas armadas.

## Descendencia
En Leipzig, el 16 de octubre de 1699, Jorge Guillermo se casó con Sofía de Sajonia-Weissenfels (1684-1752). Tuvieron cinco hijos:
- Cristiana Sofía Guillermina (Bayreuth, 6 de enero de 1701-Kulmbach, 15 de julio de 1749). La única hija sobreviviente de sus padres, estuvo involucrada en un escándalo que llevó al nacimiento de gemelos nacidos fuera del matrimonio. Ambos murieron poco después de su nacimiento en 1724. Por su indiscreción, fue desterrada a la corte de su tío en Kulmbach, donde murió, soltera y sin hijos, veinticinco años después. Antes de su partida de la corte de su padre, se le permitió incrustar su mascota (un collar con un sello) en la pared de su habitación en el Schloss Himmelkron. En 1977, este objeto finalmente se encontró y ahora se exhibe en el Museo de la Colegiata de Bayreuth (Stiftskirchenmuseum).
- Eberardina Isabel (Bayreuth, 13 de enero de 1706-ib., 3 de octubre de 1709).
- Cristián Guillermo (Bayreuth, 14 de noviembre de 1706-ib., 16 de noviembre de 1706).
- Cristián Federico Guillermo (Bayreuth, 7 de junio de 1709-ib., 9 de junio de 1709).
- Francisco Adolfo Guillermo (n y m. Bayreuth, 7 de junio de 1709), gemelo de Cristián.

Devastado por la tragedia que rodeaba a su amada hija, Jorge Guillermo sufrió un deterioro fatal en su salud y murió solo dos años después. Sin heredero varón, fue sucedido por su primo, Jorge Federico Carlos, margrave de Kulmbach.